# Walter Langer (Politiker, 1877)
Walter Langer (* 11. Juni 1877 in Bärwalde; † nach 1932) war ein deutscher Gewerkschafter und Politiker (DVP).

## Leben
Nach dem Volksschulabschluss wurde Langer zunächst als Fabrikarbeiter beschäftigt. Er trat 1902 in die Christlichen Gewerkschaften ein, für die er als Gewerkschaftssekretär fungierte. Von 1904 bis 1906 war er Arbeitersekretär in Breslau und von 1906 bis 1912 Sekretär des Gesamtverbandes der christlichen Gewerkschaften in Berlin und des Verbandes der evangelischen Arbeitervereine der Provinz Brandenburg. Von 1912 bis 1920 arbeitete er in Oberhausen als Sekretär für die evangelischen Arbeitervereine der Kreise Mülheim und Dinslaken. Von Oktober 1920 bis Juni 1925 war er Sekretär der Gewerkschaft deutscher Eisenbahner und Staatsbediensteter. Im Anschluss war er wieder als Arbeitersekretär für die evangelischen Arbeitervereine in Oberhausen tätig.
Langer trat nach dem Ersten Weltkrieg in die Deutsche Volkspartei (DVP) ein. Von 1919 bis 1921 war er Mitglied der Verfassunggebenden Preußischen Landesversammlung. Im Februar 1921 wurde er als Abgeordneter in den Preußischen Landtag gewählt, dem er ohne Unterbrechung bis 1932 angehörte. Im Parlament vertrat er den Wahlkreis 23 (Düsseldorf-West).